# マンザイウオ
マンザイウオ (英:Rough pomfret) は、シマガツオ科に属する魚の一種である。「エチオピア」、「ツルギエチオピア」といった名前で呼ばれることもある。

## 特徴
沖合から外洋の中深層に住んでいる。北太平洋、北大西洋、南アフリカなど、亜熱帯の地域から亜寒帯の地域まで広く分布する。日本では相模湾、新潟県、北海道南岸でとれる。
全長は45cmから70cmとなる。尾柄部以外は、シマガツオに比べ大きなうろこで覆われている。背びれ、臀びれ全部の軟条は鎌状になっており、両目は平坦で突出しない。

## 利用
刺し身、煮付け、フライ、ムニエルなど、様々な料理に使える。日本では珍しく、あまり市場に出回らない。